# بيدرو لويس قايدو سكاربا
بيدرو لويس قايدو سكاربا (بالإيطالية: Pedro Luis Guido Scarpa)‏ هو كاهن كاثوليكي إيطالي، ولد في 7 فبراير 1925 في البندقية في إيطاليا، وتوفي في 20 أكتوبر 2018.